# Каспаров Іван Сергійович
Іван Сергійович Каспаров (1894, місто Шуша, тепер Азербайджан — ?) — радянський діяч, 2-й секретар ЦК КП(б) Вірменії. Член ЦК КП(б) Азерюбайджану.

## Життєпис
За освітою лікар. Працював у місті Баку.
Член РКП(б) з червня 1919 року.
До 1926 року — завідувач агітаційно-пропагандистського відділу ЦК КП(б) Азербайджану.
У 1926—1927 роках — заступник секретаря партійної організації ленінградського заводу «Красный путиловец»; секретар комітету ВКП(б) Північної суднобудівної верфі в Ленінграді.
У травні 1927—1928 роках — секретар комітету ВКП(б) ленінградської фабрики «Красный треугольник».
У 1928—1931 роках — відповідальний інструктор ЦК ВКП(б) у Москві. Навчався в Інституті червоної професури.
У 1931—1932 роках — завідувач організаційно-інструкторського відділу Далеко-Східного крайового комітету ВКП(б).
У 1932—1933 роках — завідувач організаційно-інструкторського відділу Ленінградського міського комітету ВКП(б).
16 лютого — квітень 1933 року — 2-й секретар ЦК КП(б) Вірменії.
У 1935 — травні 1937 року — секретар виконавчого комітету Ленінградської міської ради.
У травні — грудні 1937 року — 1-й секретар Куйбишевського районного комітету ВКП(б) міста Ленінграда.
У грудні 1937 року заарештований органами НКВС.
На 1957 рік — персональний пенсіонер у місті Ленінграді.